# 沈大动车组列车
沈大动车组列车是中国铁路运行于辽宁省会沈阳及大连之间的动车组列车，自2012年12月1日起开行，现由沈阳铁路局沈阳客运段和大连客运段负责客运任务。列车使用和谐号CRH5A型电力动车组和和谐号CRH380B型电力动车组，运行于哈大客运专线，运营时速为250公里，最高运营时速为300公里。目前每日共开行下行13列，上行13列，每日最早开车时间为7点，最晚开车时间为19点50分。其中大连至沈阳下行使用车次为D8041次-D8065次（单号）；沈阳至大连上行使用车次为D8042次-D8066次（双号）。运行时间为2小时20分至3小时不等。由于2015年起哈大客运专线取消“冬季运行图”，本系列动车组停运，沈大间仅开行高速动车组列车。本条目介绍仅运行于沈阳至大连之间的动车组列车，不介绍经沈阳和大连之间的跨线动车组列车。

## 时刻表
- 数据截止至2014年12月10日运行图调整[1]：

- 下行，大连开往沈阳：

09:07、14:45、15:52、16:15。
- 下行，大连开往沈阳北：

07:25、10:01、11:25、17:45、19:02、19:50。
- 下行，大连北开往沈阳：

08:04、11:08。
- 下行，大连北开往沈阳北：

13:31。
- 上行：沈阳开往大连：

10:55、12:47、17:44、19:30。
- 上行：沈阳北开往大连：

07:00、08:21、13:05、14:36、16:17。
- 上行：沈阳开往大连北：

14:03、18:46。
- 上行：沈阳北开往大连北：

07:28、10:43。